# Café de Ecuador

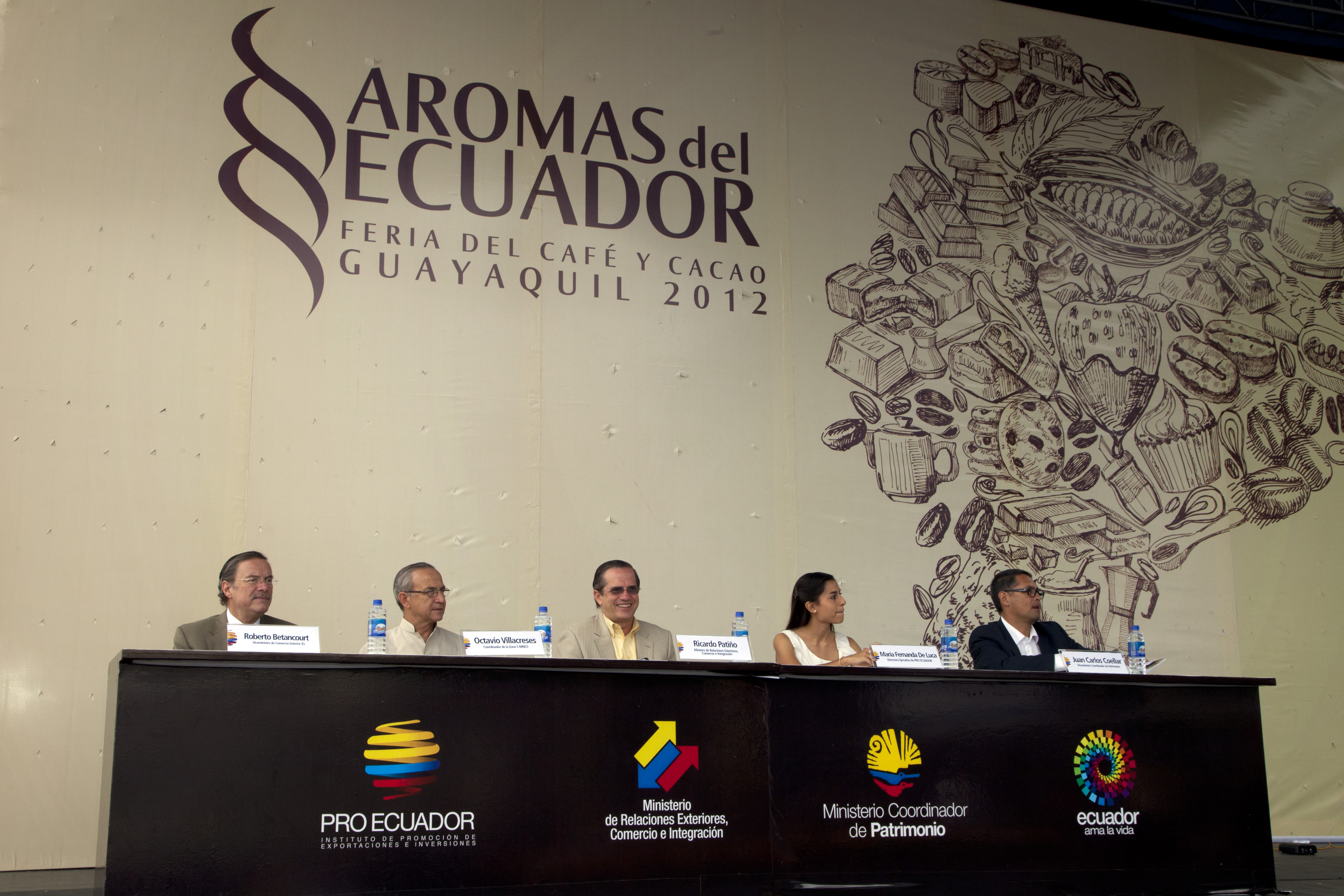
Aromas del Ecuador, Feria del Café y Cacao, Guayaquil (2012).

El Ecuador posee una gran capacidad como productor de café, y es uno de los pocos países en el mundo que exporta todas las variedades de café y es Ecuador junto a su país vecino, Colombia de los países más cafeteros de Sudamérica en exportación (y bananero también en el caso de Ecuador), las variantes de café que exporta son: Arábigo lavado, Arábigo natural y Robusta. Debido a su ubicación geográfica, Ecuador produce uno de los mejores cafés de América del Sur y de los más demandados en Europa. Los diferentes ecosistemas que posee el Ecuador, permiten que los cultivos de café se den a lo largo y ancho del país llegando a cultivarse inclusive en las Islas Galápagos.

## Historia

### Primeros años
Desde 1860 se cultiva café en el Ecuador. La zona de Jipijapa, en la provincia de Manabí, ha sido una de los lugares preponderantes en los cuales se cultiva este producto. Hasta 1876, el cultivo de este producto se encontraba en una etapa incipiente. 
Al abrirse el Ecuador al comercio mundial se dio un impulso significativo a las pequeñas plantaciones, alcanzando un cierto grado de desarrollo, hasta constituirse el café en un producto de exportación importante para la economía de la nación. Este fenómeno se dio casi a la par con el del cacao.
El Ecuador posee una gran capacidad como productor de café, y es uno de los pocos países en el mundo que exporta todas las variedades de café: Arábigo lavado, Arábigo natural y Robusta. Debido a su ubicación geográfica, Ecuador produce uno de los mejores cafés de América del Sur y de los más demandados en Europa. Los diferentes ecosistemas que posee el Ecuador, permiten que los cultivos de café se den a lo largo y ancho del país llegando a cultivarse inclusive en las Islas Galápagos.1

### Crecimiento
En 1903 el cultivo del café disminuyó, pero dos años después se volvió a cultivar y se comenzó a exportar a varios países europeos, desde el puerto de Manta.
En 1935, las exportaciones ascendían a la cifra de 220.000 sacos, en 1960 a 552.000 sacos, en 1975, 1'018.000, en 1985 se exportaron 1'810.000 y en 1995 el promedio exportado descendió a 1'080.000.
En 2001 se produjeron alrededor de 1'062.000 sacos de 60 kg, lo que equivale a 63.720 TM, de los cuales se exportan 311.804 sacos de Café en grano. La superficie cultivada bordeba las 262.060 hectáreas.
En 2014, las exportaciones de café alcanzaron 1'131.638,19 sacos, que representaron 178'497.494,45 dólares, según datos extraídos de la Asociación Nacional de Exportadores de Café.

## Exportación

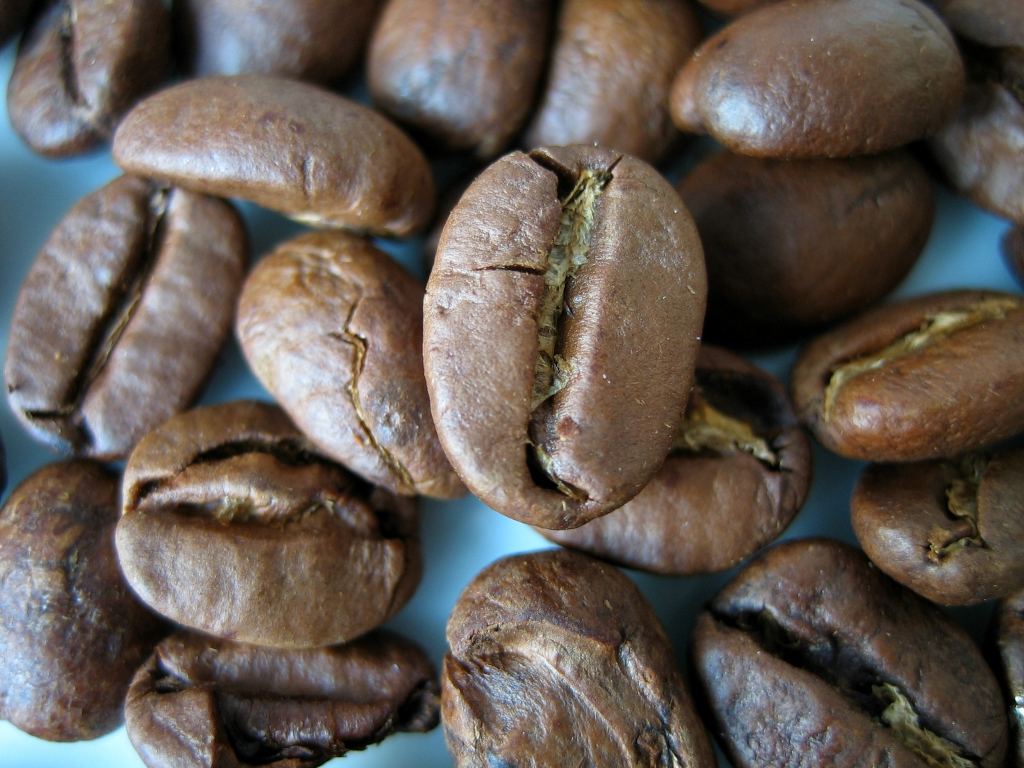
Granos de café.

El cultivo, producción, comercialización, industrialización y exportación del café, son sectores importantes para la economía del Ecuador, por lo que es necesario que los sectores privado y público trabajen mancomunadamente, a fin de lograr un desarrollo sostenido y alcanzar un mejoramiento de las condiciones socioeconómicas de los agricultores dedicados a esta actividad, así como el fortalecimiento y ampliación de las exportaciones y el incremento del aporte en divisas para la economía ecuatoriana.
El café ecuatoriano se exporta actualmente a casi cincuenta países, entre los cuales se encuentran: Estados Unidos, Alemania, España, Chile, Colombia, Italia, Francia, Polonia, Japón, Bélgica, Argentina, Países Bajos, Canadá, entre otros. El café en forma de grano verde o tostado es exportado en sacos de cabuya de 60 kilos, y el café soluble en cajas de 25 a 30 kilos, o en frascos de vidrio, latas y sobres. También se exporta como extracto congelado en tambores de 55 galones.

## Cultivos

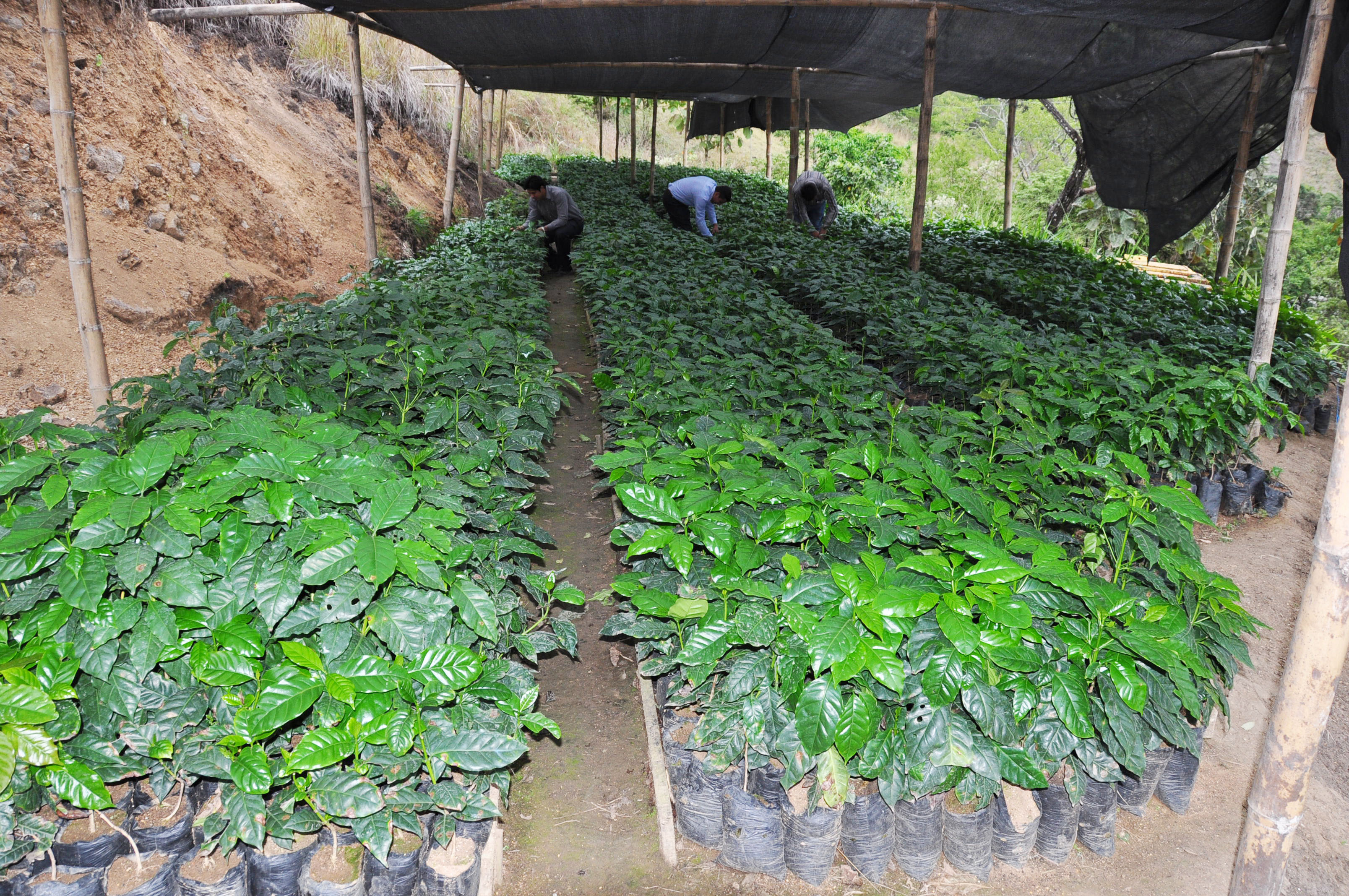
Vivero con plantas de café en Piñas, provincia de El Oro.

En la actualidad, existen aproximadamente 305.000 hectáreas de tierras dedicadas al cultivo del café, produciéndose también café orgánico. La producción del café arábigo se da desde marzo hasta octubre, mientras que la de robusta se da desde febrero hasta noviembre. Las principales provincias en donde se cultiva café, por variedad, son:
| Variedad de Café | Provincias                                          |
| ---------------- | --------------------------------------------------- |
| Arábigo lavado   | El Oro, Manabí, Loja, Guayas y Zamora Chinchipe.    |
| Arábigo natural  | Loja, Manabí, El Oro, Los Ríos, Guayas y Pichincha. |
| Robusta          | Santa Elena, Guayas, Orellana y Sucumbíos.          |